# Île Êta
L'île Êta (en anglais : Eta Island, en espagnol : Isla Eta) est une petite île inhabitée de l'archipel des îles Melchior de l'archipel Palmer en Antarctique. Elle est située immédiatement au nord de l'île Omega. Elle est la plus grande du nord-est de l'archipel et elle a un relief régulier et de hauteur modérée (environ 100 mètres).

## Toponymie
Cette île fut nommé île Melchior par la première expédition Charcot (1903-05) de l'explorateur Jean-Baptiste Charcot. Puis le nom a été appliqué à l'archipel.
Le nom de Êta (la 7e lettre de l'alphabet grec) a été donné provisoirement par la marine argentine lors de sa campagne antarctique de 1941-1942. Puis elle a été baptisée du nom du commandant et explorateur Luis Piedra Buena dont les actions en Patagonie et en Terre de Feu ont consolidé la souveraineté de la République argentine à l'époque où ces terres étaient pauvrement peuplées par les Amérindiens tehuelches et par une très petite population d'origine européenne.

## Revendications territoriales
L'Argentine intègre l'île dans la province de la Terre de Feu, de l'Antarctique et des îles de l'Atlantique sud. Le Chili l'intègre dans la commune de l'Antarctique chilien de la province de l'Antarctique chilien à la région de Magallanes et de l'Antarctique chilien. Quant au Royaume-Uni l'île est intégrée au territoire antarctique britannique.
Les trois revendications sont soumises aux dispositions et restrictions de souveraineté du traité sur l'Antarctique. L'île est donc nommée :
- Argentine : Isla Piedrabuena
- Chili : Isla Eta
- Royaume-Uni : Eta Island